# Pyxine nubila
Pyxine nubila är en lavart som beskrevs av Moberg 1980. Pyxine nubila ingår i släktet Pyxine och familjen Caliciaceae.   Inga underarter finns listade i Catalogue of Life.